# Oncocnemis subterminalis
Oncocnemis subterminalis là một loài bướm đêm trong họ Noctuidae.